# Ralf Kleinmann
Ralf Kleinmann (* 13. März 1971 in Köln) ist ein ehemaliger deutscher Footballspieler.

## Laufbahn
Kleinmann entstammt dem Nachwuchsbereich der Cologne Crocodiles, ab 1989 gehörte er der Herrenmannschaft der Kölner in der Football-Bundesliga an. Neben seinen Einsätzen für die Crocodiles (zunächst bis 1999) stand der Kicker ab 1995 auch bei Frankfurt Galaxy in der World League of American Football (später NFL Europe) unter Vertrag, deren Spielzeiten jeweils nicht auf dieselbe Zeit fielen wie die Football-Bundesliga. Mit Frankfurt Galaxy gewann Kleinmann 1995, 1999 und 2003 den World Bowl, 1996, 1998, 1999 und 2004 stand er mit den Hessen ebenfalls in dem Endspiel, verlor den World Bowl in diesen Jahren jedoch.
In der Bundesliga stand er mit Köln 1990, 1991, 1993 sowie 1997 im Endspiel um die deutsche Meisterschaft, schaffte aber jeweils nicht den Titelgewinn. Als Köln 2000 deutscher Meister wurde, stand Kleinmann in Diensten der Düsseldorf Panther. Mit der deutschen Nationalmannschaft wurde er 2000 Zweiter der Europameisterschaft. In der Saison 2002 gehörte er erneut den Cologne Crocodiles an, 2003 verstärkte er die Rüsselsheim Razorbacks. Im Sommer 2003 nahm er an der Saisonvorbereitung der NFL-Mannschaft Tampa Bay Buccaneers teil und kam in Testspielen zum Einsatz, im August 2003 wurde er aus dem Aufgebot gestrichen.
Nachdem Kleinmann im Juni 2004 ein Spiel für Zweitligist Darmstadt Diamonds absolviert hatte, gab er Anfang September 2004 seinen Rückzug vom Leistungssport bekannt. Er wurde beruflich für einen Sportwarengroßhändler tätig und brachte sich in die Jugendarbeit der Cologne Crocodiles ein.